# Saint-Julien-le-Pèlerin
Saint-Julien-le-Pèlerin é uma comuna francesa na região administrativa da Nova Aquitânia, no departamento de Corrèze. Estende-se por uma área de 15,4 km². Em 2010 a comuna tinha 128 habitantes (densidade: 8,3 hab./km²).